# Kaqchikel (taal)
Het Kaqchikel is een taal uit van de familie der Mayatalen. Het wordt gesproken door de Kaqchikel-bevolking in het centrale hoogland van Guatemala. Er zijn ongeveer 500.000 Kaqchikel-sprekers. De meeste Kaqchikel-sprekers beheersen ook het Spaans.
Er is een betrekkelijk groot aantal Kaqchikel-dialecten, waaronder Centraal-Kaqchikel (132.000 sprekers) in Chimaltenango, Oostelijk Kaqchikel (100.000) noordwestelijk van Guatemala-Stad en rond San Juan Sacatepéquez, Westelijk Kaqchikel, Central Zuid Kaqchikel (43.000) Langs de pan-Amerikaanse snelweg westelijk van Guatemala-Stad, Zuid-Kaqchikel (43.000) ten zuiden van Antigua, Noordelijk Kaqchikel (24.000) in het Noordoosten van Chimaltenango en San Martin Jilotepeque en Santa Ana Chimaltenango.